# August Georg Leise
August Georg Leise (* 28. November 1876 in Soest; † 21. Juli 1945 in Soissons/Frankreich) war ein deutscher Polizist, zuletzt Polizeidirektor in Hamm.

## Leben
Nach der Schulausbildung kam August Georg Leise in die Kommunalverwaltung und war Bürogehilfe beim Landratsamt Soest, bevor er am 1. Oktober 1894 seinen Militärdienst als Einjährig-Freiwilliger beim Infanterie-Regiment Nr. 19 in Münster leistete. Er blieb beim Militär und wurde 1901 Bataillons- und Militärgerichtsschreiber und noch im gleichen Jahr als Bezirksfeldwebel zum Bezirkskommando Detmold versetzt. Seine Abkommandierung zum Polizeibüro Hamm fiel in das Jahr 1907. Leise musste bei einem Landsturm-Infanterie-Bataillon an der Ostfront in Polen Kriegsdienst leisten. Er war zuletzt als Bataillons-Adjutant eingesetzt. Nach dem Krieg kehrte er zur Kommunalverwaltung zurück und war im Jahre 1920 Stadtobersekretär bei der Stadtverwaltung Hamm. Von 1924 an war er Lehrer an der Verwaltungsbeamtenschule Hamm und blieb bis 1936 in dieser Funktion.
1927 kam Leise zur Polizei und übernahm als Polizeioberinspektor probeweise die Verwaltung einer Polizeirats-Stelle. Zum 1. Dezember 1927 wurde er zum Polizeirat ernannt und war Leiter der Geschäftsstellen der Verwaltungspolizei und der Wirtschaftsabteilung. Vom 10. Januar 1941 bis zum 13. Januar 1942 war er vertretungsweise Polizeidirektor in Hamm. Leise kam in amerikanische Kriegsgefangenschaft und starb im Lazarett Villers-Helon bei Soissons.
August Georg Leise gehörte von 1925 bis März 1933 dem Zentrum an und war ab dem 1. September 1933 förderndes Mitglied der SS. Von Oktober 1934 bis März 1936 war er Mitglied der SA-Reserve.